# Festival Contrastes
El Festival Contrastes (en ucraniano: Контрасти)  es un festival internacional de música contemporánea que se celebra anualmente en Leópolis, Ucrania, desde 1995. El concepto del festival tiene como objetivo presentar "música ucraniana contemporánea en el contexto de World Music" y "revelar la diversidad de formas modernas, estilos, géneros e interpretaciones". El festival suele realizarse en septiembre y octubre de cada año. Junto con festivales como "Dos días y dos noches de música nueva", "Kyiv Music Fest" y otros, "Contrastes" es uno de los principales festivales de música clásica moderna en Ucrania.
Al comienzo de la existencia del festival, su concepto se centró en la música experimental y de vanguardia (el modelo para los organizadores fue " Otoño de Varsovia"), pero con el tiempo el concepto se volvió menos radical. En los últimos años ha vuelto el vector experimental del festival.
Los fundadores de "Contrastes" son el director de orquesta Roman Revakovich, el compositor Yuri Lanyuk y la musicóloga Yarema Yakubyak. El consejo de arte también incluyó a Myroslav Skoryk (presidente) y Alexander Shchetynsky. El director del festival es Vladimir Sivokhip.
El programa de "Contrastes" incluye obras de compositores contemporáneos, en particular estrenos, así como clásicos del siglo XX y épocas pasadas. Algunos conciertos se basan en la comparación de música "antigua" con "nueva", por ejemplo, en el mismo concierto se pueden tocar obras de la época barroca o clasicista , y música de compositores contemporáneos. Krzysztof Penderecki (1996, 1999), Giya Kancheli (2014), Arvo Pärt (2001), Sofiya Gubaidúlina (2012), Sigmund Krause (2008), Saulius Sondeckis (2006), Leonid Grabovsky (2010), Bohuslav Schaeffer ( 2005), Elzbieta Sikora (2011) y otros se encuentran entre los participantes famosos del festival.